# Maricultura

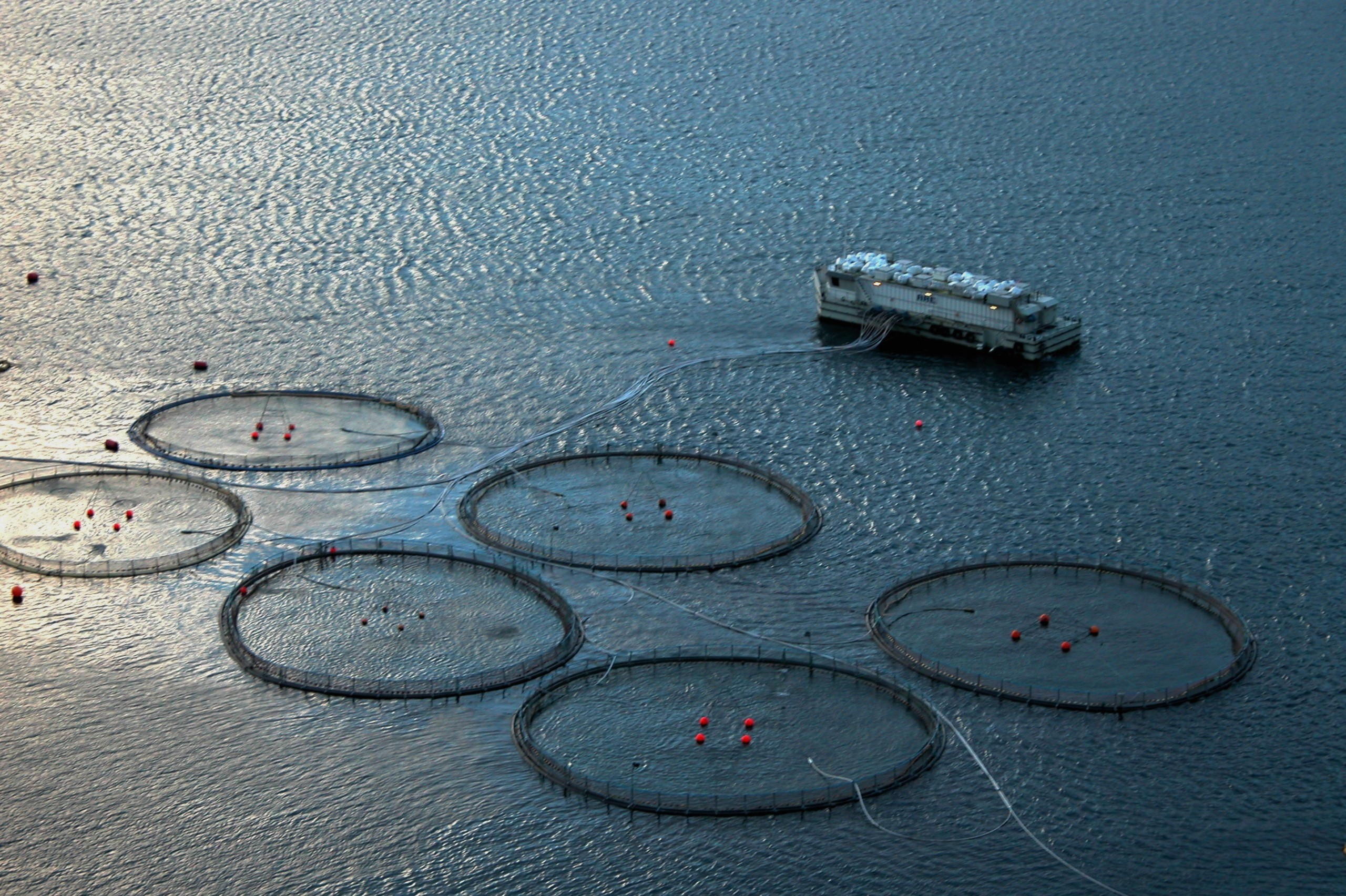
Maricultura a les illes Fèroe

La maricultura és una especialització de l'aqüicultura que consisteix a criar animals o plantes en el mar, dins de seccions tancades amb barreres pels costats i per sota. Un cas molt conegut és l'engreix de tonyines. De la maricultura se n'obté entre d'altres, aliments, agar-agar, perles i cosmètics. La maricultura pot degradar l'hàbitat, alterar sistemes tròfics, transmetre malalties i reduir la variabilitat genètica. D'altra banda redueix la pressió sobre la fauna marina i racionalitza la producció.

## Mètodes
Els peixos es crien en tancats que reben l'aigua marina, d'aquesta manera s'aprofiten dels microorganismes que hi ha al mar cosa que és un avantatge sobre el cultiu en aigua dolça que han de rebre tota l'alimentació subministrada per l'aqüicultor. També es pot purificar l'aigua del tancat per tal d'evitar l'increment de nitrogen (pels excrements) i a més, els animals estan protegits dels depredadors.
Al Japó es fa un procediment especial que consisteix a aprofitar els hàbits migratoris de les espècies de peixos. Se'ls captura, deixant-los en un clos al port i es va emetent un so per sota l'aigua abans de cada vegada que se'ls alimenta. Els peixos s'hi acostumen, crien i són alliberats al mar on s'alimenten i el 80% retornen (en època de fresa) al lloc de naixement (el port) i es deixen pescar atrets pel so que els és familiar.

## Cultiu d'algues al mar
Les algues marines del tipus kelp es cultiven de dues maneres: enganxades a una corda subjectada al fons o collides des de bots proveïts de segadores. El kelp proporciona alginat, que s'utilitza en els gelats i els cosmètics, també s'usa com complement dietètic.